# Женская сборная Кубы по хоккею на траве
Женская сборная Кубы по хоккею на траве (англ. Cuba women's national field hockey team) — женская сборная по хоккею на траве, представляющая Кубу на международной арене. Управляющим органом сборной выступает Федерация хоккея на траве Кубы (исп. Federacion Cubana de Hockey, англ. Cuban Hockey Federation).
Сборная занимает (по состоянию на 6 июля 2015) 43-е место в рейтинге Международной федерации хоккея на траве (FIH).

## Результаты выступлений

### Панамериканские игры
- 1987 — не участвовали
- 1991 — 6-е место
- 1995 — 4-е место
- 1999 — 5-е место
- 2003 — не участвовали
- 2007 — 6-е место
- 2011 — 5-е место
- 2015 — 8-е место